# Kevin Kurányi
Kevin Kurányi (Rio de Janeiro, 1982. március 2. –) brazíliai születésű német labdarúgó.
Édesapja német-magyar származású, édesanyja panamai. Nemzeti csapatának a német labdarúgó-válogatottat választotta annak ellenére, hogy a német mellett brazil és panamai útlevéllel is rendelkezik.

## Pályafutása

### Klubcsapatban
1988-ban a brazil Serrano FC-ben kezdte pályafutását 6 évesen. 1993-ban egy panamai klubhoz, a Las Promesas-hoz igazolt, majd rá egy évre visszatért Serranóba. Itt megint csak 1 évet töltött el, aztán még egyszer visszament Panamába. 2001-ben a VfB Stuttgart B osztályába szerződött, majd 4 év múlva az első osztályú csapathoz igazolt.

### A válogatottban
2001-ben aláírta első profi szerződését a német U21-es válogatottba.
2003. március 29-én debütált a német felnőtt csapatba Litvánia ellen. A harmadik meccsén szerezte meg első gólját Izland ellen.

## Magánélet
Kurányi kedvenc csapata a brazil CR Flamengo. Kiválóan beszél angolul, portugálul, németül, valamint egy keveset spanyolul és magyarul.
Felesége, Viktorija Peličić horvát. 2005. szeptember 25-én megszületett első gyerekük, Karlo. 2007. április 28-án házasodtak meg Stuttgartban.